# AK Leporis
Désignations
AK Leporis (en abrégé AK Lep) est une étoile naine orange de la constellation australe du Lièvre. Brillant d'une magnitude apparente de 6,141, elle est tout juste visible à l'œil nu dans un ciel rural d'après l'échelle de Bortle.
Distante de ∼ 29 a.l. (∼ 8,89 pc) de la Terre, elle forme avec l'étoile de troisième magnitude Gamma Leporis une binaire visuelle. Les deux étoiles sont séparées d'une distance angulaire de 97 secondes d'arc, ce qui les rend difficiles à séparer à l'œil nu même dans les meilleurs conditions possibles. Elles sont membres du courant d'étoiles de la Grande Ourse, qui est une association d'étoiles partageant un mouvement commun dans l'espace.

## Variabilité
AK Leporis est une étoile variable de type BY Draconis — d'où sa désignation d'étoile variable — qui connait des variations de luminosité en raison de son activité stellaire qui se manifeste notamment par des taches stellaires. Sa rotation différentielle est à l'origine de changements dans la périodicité de sa variation, selon la latitude où se manifeste l'activité stellaire. Des émissions importantes de rayons X ont été détectées en provenance de l'étoile, et elle est également localisée à proximité d'une source d'ondes radio.

## Propriétés
AK Leporis est une naine orange de type spectral K2V, ce qui signifie qu'elle produit son énergie par la fusion de l'hydrogène en hélium dans son noyau. Sa masse est équivalente à 82 % celle du Soleil et elle est âgée d'environ 900 millions d'années. Le rayon de l'étoile vaut 75 % celui du Soleil mais sa luminosité n'est que de 30 % équivalente à celle de l'étoile du système solaire. Sa température de surface est de 4 925 K.

## Excès d'infrarouge
Les observations de l'étoile dans le domaine infrarouge montrent qu'elle présente un important excès d'émission par rapport à ce qui est attendu à une longueur d'onde de 24 µm. Cet excès pourrait être expliqué simplement par la proximité de Gamma Leporis qui contaminerait les détecteurs, soit par la présence d'un compagnon de type naine rouge, ou encore par la présence d'un disque de débris en orbite. Il n'y a pas d'excès observé à une longueur d'onde de 70 µm.